# Blacktop Records
Blacktop Records var ett tyskt skivbolag, aktivt mellan 2005-2008. Bolaget hade sitt säte i Ibbenbueren och gav ut hardcoremusik. Bland de artister som bolaget har gett ut återfinns bland andra Nine.